# Цоколь (осветительная техника)
Цоколь (ламповый цоколь) — компонент электрических ламп, обеспечивающий электрический контакт в месте крепления лампы и возможность безопасной замены лампы. Ответная часть для цоколя лампы называется патроном. Существует множество видов цоколей ламп, стандарт на которые сложился де факто. Система обозначения цоколей состоит из буквы (или нескольких букв, образованных от аббревиатуры) и цифр, расположенных после. Некоторые миниатюрные лампы не имеют цоколя, а имеют гибкие выводы для непосредственного соединения с проводами. Мощные лампы с рефлектором могут иметь винтовой клеммник.
Наиболее распространенный тип цоколя ламп — цоколь Эдисона, он широко распространён в континентальной Европе, России и в Северной Америке. Байонетный цоколь популярен в странах содружества наций, Японии и в транспортной индустрии. Флуоресцентные лампы имеют свой специфический цоколь, чаще всего с четырьмя штырьками. В зависимости от типа и функции лампы, она может иметь цоколь своей подходящей конструкции.

## Происхождение
Первые, экспериментальные лампы накаливания крепились выводами к проводам при помощи винтовых зажимов, но это было неприемлемо для серийных коммерческих изделий. Фирма Эдисона на коммерческом пароходе «Колумбия» (которым владела компания «Oregon Railroad and Navigation Company») использовала простые деревянные гнезда с двумя медными полосками внутри. Эти патроны имели выключатель и были пригодны только для вертикальной установки. Компания Эдисона позже разработала резьбовой цоколь в 1880, изначально также из дерева, но потом заменив его на гипсовый. Множество разных конструкций цоколей возникло вместе с лампами накаливания, причем ни электрически, ни механически не совместимые между собой.

## Конструкция и материалы
Цоколь лампы и патрон должны обеспечивать изоляцию проводников друг от друга, механическую прочность соединения, выдерживать температуру при работающей лампе. Патроны, изготовленные из керамики (обычно электротехнический фарфор), выдерживают гораздо большую температуру, чем карболитовые или изготовленные из других видов пластика. Электрические контакты в патроне должны выдерживать рабочие токи и обеспечивать надежный электрический контакт с цоколем лампы. В случае, если важно точное положение лампы (например, в кинопроекторе или в фокусе рефлектора), то патрон имеет конструктивные элементы, обеспечивающие точность позиционирования.
Выводы лампы накаливания часто припаиваются к цоколю мягкими припоями, поэтому температура патрона и цоколя во время работы лампы не должна превышать температуру плавления припоя (то есть быть ниже 180 °C). Также необходимо учитывать тепловое расширение узлов во всем диапазоне температур, поэтому часто патроны имеют предусмотренные упругие элементы, в том числе пружинные контакты.
Наиболее распространенные неисправности соединения цоколь-патрон вызываются перегревом патрона, потерей пружинных свойств контактами, окислением контактов. Иногда цоколь в патроне «закисает» и попытка заменить такую лампу заканчивается тем, что цоколь отрывается от баллона лампы и остается в патроне. Неисправный патрон вызывает мерцание и искрение ламп.
Цоколи ламп бывают одноконтактными и двухконтактными, со штифтом и флянцевыми. В основном цоколи изготавливаются из алюминия.

## Цоколи Эдисона
Цоколи Эдисона обозначаются буквой E.
- E5 Микроцоколь
- E10 Миниатюрный цоколь
- E11 Мини Люстровый цоколь
- E12 Люстровый цоколь
- E14 Малый цоколь; цоколь ламп типа «миньон»
- E17 Средний цоколь
- E26 Стандартный (дюймовый) цоколь для ламп 120 В
- E27 Стандартный цоколь
- E39 Mogul
- E40 Большой цоколь «Голиаф»

Лампы с таким цоколем используются как лампы освещения с начала 20 века.

## Байонетные цоколи
Называются также «штифтовый цоколь», «цоколь Свана». Цоколи такого типа обозначаются буквой B.
- BA9s Miniature bayonet
- BA15s Single Contact Bayonet
- BA15d Double Contact Bayonet
- Bay15d Indexed DC Bayonet
- Bay22 Double Contact Bayonet
- Bayonet Candelabra with prefocusing collar
- P28s Medium prefocus
- P40s Mogul prefocus

## Штырьковый
Лампы с таким цоколем обозначаются буквой G.
При штырьковом цоколе ламп (впрочем, как и при некоторых байонетных) положение спирали накаливания четко определено относительно патрона, что важно в проекционной и осветительной технике. Нить накаливания в виде зигзага имеет преимущественно излучение перпендикулярное плоскости нити и минимальное вдоль неё, что должно учитываться при установке лампы.
- Mogul bi-post (G38) может выдерживать ток до 100 А, и используется в поисковых прожекторах, осветительной сценической технике мощностью 1000 Вт и более. Лампы накаливания, галогеновые или газоразрядные высокой интенсивности могут иметь такой цоколь.
- Medium bi-post (G22) Используются в осветительной и сценической технике мощностью 250—1000 Вт.
- Mini bi-post (G4-G6)

Общие типы:
- G4 — с расстоянием между штырьками 4 мм
  - GU4 & GZ4 — Аналогичны G4 и имеют такие же контакты, отличаются только наличием проточки на корпусе лампы для удержания лампы на месте.
- G5.3 — с расстоянием между штырьками 5,3 мм
  - GU5.3, GX5.3, GY5.3, GZ5.3 — Аналогичны G5.3 и имеют такие же контакты, отличаются только наличием проточки на корпусе лампы для удержания лампы на месте.
- G6.35 — с расстоянием между штырьками 6,35 мм
  - GY6.35 & GZ6.35 — Аналогичны G6.35 и имеют такие же контакты, отличаются только наличием проточки на корпусе лампы для удержания лампы на месте.
- G8 — с расстоянием между штырьками 8 мм
  - GU8 — Аналогичны G8 и имеют такие же контакты, отличаются только наличием проточки на корпусе лампы для удержания лампы на месте.
- GY8.6 — с расстоянием между штырьками 8,6 мм
- G9 — с расстоянием между штырьками 9 мм
- G12 — с расстоянием между штырьками 12 мм
- G13 — с расстоянием между штырьками 13 мм[4]
- GU10 — Штырьки на цоколе имеют другую форму, лампа крепится в патроне за счет поворота. Такие лампы используются там, где из-за вибрации и других причин лампа может выпасть.

## Бесцокольные лампы
Лампы с таким типом цоколя обозначаются буквой W.
Миниатюрные лампы могут иметь бесцокольный типы крепления, когда гибкие выводы формируют проволочные петельки на приливах колбы, и удерживаются на месте только за счет упругости контактов, обхватывающих эти петли. Такие лампы устанавливаются и вынимаются без поворота. Такие лампы очень популярны в автомобилях и в гирляндах.

## Фокусирующий цоколь
Фокусирующие, или «фланцевые» цоколи обозначаются буквой P. Цоколь данного типа имеет фланец с направляющим упором (ключом) для использования там, где важно положение спирали лампы относительно корпуса. Такие лампы используются, например, в фарах ближнего и дальнего света автомобилей.

## Софитный цоколь
Лампы с софитным цоколем вставляются в подпружиненные контакты наподобие предохранителя. Лампы такого типа обозначаются буквой S.
Софитный цоколь S Софитный двусторонний цоколь S как правило применяется в светильниках для освещения ванных комнат, подсветке зеркал или для освещения автомобиля и номерных знаков. Контакты в нем расположены с обеих сторон. Цифрами обозначают диаметр корпуса (S6, S7, S8,5)

## Цоколь с утопленным контактом
Используются в прожекторах. На торцах цилиндрической лампы в углублении керамического изолятора располагаются контакты. Лампа зажимается меж пружинных контактов патрона и удерживается на месте за счет утопленных контактов.
Лампы с цоколем такого типа обозначаются буквой R, например, R7s118, где 118 — длина лампы в мм.

## Флуоресцентные линейные лампы
Флуоресцентные линейные лампы обозначаются в восьмых дюйма. То есть лампа T12 имеет диаметр 12/8 = 1,5 дюйма.
- T4 — 4/8 или 0.500" (12,7 мм) в диаметре
- T5 — 5/8 или 0.625" (15,9 мм) в диаметре
- T8 — 8/8 или 1.00" (25,4 мм)в диаметре
- T10 — 10/8 или 1.25" (31,7 мм) в диаметре
- T12 — 12/8 или 1.50" (38 мм)в диаметре

Цоколь у таких ламп G13

## Стандарты
В США стандарты на цоколи ламп публикует ANSI и разрабатывает NEMA. Стандарт номер C81.64, Guidelines and General Information for Electric Lamp Bases, Lampholders, and Gauges устанавливает габариты и допуски стандартных патронов ламп. Стандарт C81.61 Standard for Electrical Lamp Bases — Specifications for Bases (Caps) for Electric Lamps устанавливает размеры цоколей ламп. Оба стандарта совместимы с IEC 600061.

## Различия в практическом применении
Несмотря на широкое распространение различных цоколей, не все из них являются эффективными для бытового использования в домашних условиях. Специализированные решения будут негативно влиять на домашнюю сеть.